# Mouvement Baas arabe
Le mouvement Baʽath arabe (arabe : حركة البعث العربي Ḥarakat al-Baʽth al-'Arabī), également traduit littéralement par Mouvement de résurrection arabe ou Mouvement de la Renaissance arabe, était le mouvement politique baasiste fondé en 1940 et prédécesseur du parti Baas socialiste arabe. Le parti a d'abord été nommé Mouvement arabe Ihya (Ḥarakat al-Iḥyāʼ al-'Arabī) littéralement traduit par Mouvement de revitalisation arabe , jusqu'en 1943, date à laquelle il a adopté le nom de « Baas »,,. Ses fondateurs, Aflaq et Bitar, étaient tous deux associés au nationalisme et au socialisme.

## Histoire
Le Mouvement a été créé en 1940 sous le nom de Mouvement arabe Ihya par l'expatrié syrien Michel Aflak.
Peu de temps après sa création, le Mouvement s'est impliqué dans des activités militantes nationalistes arabes anticoloniales, notamment en fondant le Comité syrien d'aide à l'Irak, créé en 1941 pour soutenir le gouvernement anti-britannique et pro-Axe de l'Irak contre les Britanniques pendant la Guerre anglo-irakienne de 1941. Le Comité syrien a envoyé des armes et des volontaires pour combattre aux côtés des forces irakiennes contre les Britanniques.
Aflak s'est présenté sans succès comme candidat au parlement syrien en 1943. Après la défaite électorale syrienne, le Mouvement a cherché à coopérer avec d'autres partis lors des élections en Syrie, y compris le Mouvement socialiste arabe d'Akram Hourani.
Le Parti a fusionné avec le Parti Baas arabe d'Al-Arsouzi en 1947, et le Mouvement socialiste arabe d'al-Hourani a ensuite fusionné avec le parti dans les années 1950 pour créer le Parti Baas socialiste arabe.